# E-Werk
Le E-Werk est une discothèque de Berlin située dans une ancienne station électrique près de Checkpoint Charlie.
Club spécialisé dans les musiques électroniques mais surtout dans la techno entre 1993 et 1997, c'est désormais une salle de concert.